# Breddalsgölen
Breddalsgölen är en sjö i Åtvidabergs kommun i Östergötland och ingår i Söderköpingsåns huvudavrinningsområde. Sjöns area är 0,0277 kvadratkilometer och den är belägen 73,7 meter över havet.